# Optagelser fra bombeskaderne ved Maglekildevej, Den franske skole og Maj 1945
|  | Denne artikel er oprettet af botten Steenthbot ud fra en ekstern database. Den kan derfor have sproglige fejl eller mangler. Denne skabelon kan fjernes efter kontrol af indholdet. |

Optagelser fra bombeskaderne ved Maglekildevej, Den franske skole og Maj 1945 er en dansk dokumentarisk optagelse fra 1945 med optagelser fra Shellhusbombardementet hvor Den Franske Skole ligeledes blev ramt. Desuden optagelser fra en mindehøjtidelighed den 9. april 1945.

## Handling
Optagelser af skaderne efter britiske flys bombeangreb på København 21. marts 1945. Den Franske Skole på Frederiksberg Alle 74 blev ramt ved en fejl - 86 børn og 18 voksne omkom. De omkringliggende bygninger på Maglekildevej og Henrik Ibsensvej blev jævnet med jorden. Desuden optagelser fra den 9. april 1945, hvor folk er stimlet sammen på Rådhuspladsen for at holde to minutters stilhed.